# Міжнародна Золота медаль ЮНЕСКО імені Альберта Ейнштейна
Не слід плутати з Медаллю Альберта Ейнштейна, від швейцарського «Товариства Альберта Ейнштейна», та Премією Альберта Ейнштейна, яку присуджує Всесвітня культурна рада
Медаль ЮНЕСКО імені Альберта Ейнштейна випущена в ознаменування сторіччя від дня народження Альберта Ейнштейна. 

## Опис

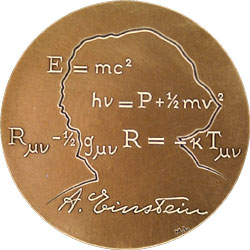
Зворотний бік медалі

ЮНЕСКО почало карбувати пам'ятні медалі в 1979 році. Медаль роботи французького гравера Макса Леогнені. Лицьова сторона медалі — портрет вченого, в останні роки свого життя. На зворотному боці 3 математичні рівняння, що підводять його істотний внесок у фізику на фоні силуета форми голови Ейнштейна.
Найбільш відоме рівняння, E = MC2, встановлює фіксоване, кількісне співвідношення між енергією і матерією. Друге рівняння символізує результати дослідження Ейнштейна за законом фотоефекту, за яке він був відзначений Нобелівською премією з фізики в 1921 році. Третя пов'язана з його роботою з теорії відносності. Його підпис у нижній частині медалі.
ЮНЕСКО нагороджує медаллю Ейнштейна видатних діячів, які зробили великий внесок у науку і міжнародне співробітництво.
Медаль випускають з золота, срібла та бронзи.